# Maurizio Zaffiri
Pas d'image ? Cliquez ici

a Compétitions nationales et continentales officielles uniquement.

b Matchs officiels uniquement.
Dernière mise à jour le 9 novembre 2021.
Maurizio Zaffiri (né le 12 janvier 1978 à L'Aquila, dans les Abruzzes, en Italie centrale) est un joueur de rugby à XV italien. Il joue en équipe d'Italie entre 2000 et 2007, et joue au poste de troisième ligne aile (1,85 m pour 95 kg).

## Biographie

### En club
- 1999-2001 : L'Aquila Rugby  Italie
- 2001-2003 : Rugby Parme  Italie
- 2003-2009 : Rugby Calvisano  Italie
- 2009-2015 : L'Aquila Rugby  Italie

### En équipe nationale
Il a honoré sa première cape internationale en équipe d'Italie le 15 juillet 2000 à Lautoka (Fidji) par une défaite 43-9 contre l'équipe des Fidji en tant que remplaçant entré en cours de jeu.

## Palmarès

### En club
- Champion d'Italie : 2005

### En équipe nationale
- 14 sélections en équipe d'Italie depuis 2000
- Sélections par année : 3 en 2000, 1 en 2001, 1 en 2003, 2 en 2005, 3 en 2006, 4 en 2007
- Tournois des Six Nations disputés : 2001, 2006, 2007